# West Bromwich Albion Football Club 2009-2010
Questa voce raccoglie le informazioni riguardanti il West Bromwich Albion Football Club nelle competizioni ufficiali della stagione 2009-2010.

## Rosa
| N. |                             | Ruolo | Calciatore        |
| -- | --------------------------- | ----- | ----------------- |
|    | Irlanda (bandiera)          | P     | Dean Kiely        |
|    | Inghilterra (bandiera)      | P     | Scott Carson      |
|    | Costa d'Avorio (bandiera)   | D     | Abdoulaye Méïté   |
|    | Svezia (bandiera)           | D     | Jonas Olsson      |
|    | Slovacchia (bandiera)       | D     | Marek Čech        |
|    | Inghilterra (bandiera)      | D     | Leon Barnett      |
|    | Inghilterra (bandiera)      | D     | Joseph Mattock    |
|    | Paesi Bassi (bandiera)      | D     | Gianni Zuiverloon |
|    | Romania (bandiera)          | D     | Gabriel Tamaș     |
|    | Cile (bandiera)             | D     | Gonzalo Jara      |
|    | Curaçao (bandiera)          | D     | Shelton Martis    |
|    | Inghilterra (bandiera)      | D     | Shaun Cummings    |
|    | Paesi Bassi (bandiera)      | C     | Andwélé Slory     |
|    | Inghilterra (bandiera)      | C     | Jerome Thomas     |
|    | RD del Congo (bandiera)     | C     | Youssuf Mulumbu   |
|    | Slovenia (bandiera)         | C     | Robert Koren      |
|    | Irlanda del Nord (bandiera) | C     | Chris Brunt       |

| N. |                          | Ruolo | Calciatore        |
| -- | ------------------------ | ----- | ----------------- |
|    | Inghilterra (bandiera)   | C     | Giles Barnes      |
|    | Scozia (bandiera)        | C     | Graham Dorrans    |
|    | Irlanda (bandiera)       | C     | Steven Reid       |
|    | Scozia (bandiera)        | C     | James Morrison    |
|    | Inghilterra (bandiera)   | C     | Jonathan Greening |
|    | Portogallo (bandiera)    | C     | Filipe Teixeira   |
|    | Inghilterra (bandiera)   | C     | Ben Watson        |
|    | Spagna (bandiera)        | C     | Borja Valero      |
|    | Inghilterra (bandiera)   | C     | George Thorne     |
|    | Scozia (bandiera)        | A     | Craig Beattie     |
|    | Irlanda (bandiera)       | A     | Simon Cox         |
|    | Inghilterra (bandiera)   | A     | Ishmael Miller    |
|    | Nuova Zelanda (bandiera) | A     | Chris Wood        |
|    | Rep. Ceca (bandiera)     | A     | Roman Bednář      |
|    | Inghilterra (bandiera)   | A     | Luke Moore        |
|    | Inghilterra (bandiera)   | A     | Reuben Reid       |
|    | Inghilterra (bandiera)   | A     | Frank Nouble      |